# Jumellea gracilipes
Jumellea gracilipes är en orkidéart som beskrevs av Rudolf Schlechter. Jumellea gracilipes ingår i släktet Jumellea och familjen orkidéer. Inga underarter finns listade i Catalogue of Life.